# Elżbieta Bednarek
Elżbieta Bednarek (Varsovia, Polonia, 27 de marzo de 1945), también llamada Elżbieta Żebrowska, fue una atleta polaca especializada en la prueba de 4 x 100 m, en la que consiguió ser campeona europea en 1966.

## Carrera deportiva
En el Campeonato Europeo de Atletismo de 1966 ganó la medalla de bronce en los 80 m vallas, con un tiempo de 10.7 segundos, llegando a meta tras las atletas alemanas Karin Balzer (oro con 10.7 segundos) y Karin Frisch (plata también con 10.7 segundos). También ganó la medalla de oro en los relevos 4 x 100 m, con un tiempo de 44.4 segundos que fue récord de los campeonatos, llegando a meta por delante de Alemania del Oeste y la Unión Soviética.